# پاوکا (هاوایی)
پاوکا (به انگلیسی: Paukaa) یک منطقهٔ مسکونی در ایالات متحده آمریکا است که در شهرستان هاوایی، هاوایی واقع شده‌است. پاوکا ۱٫۳۶ کیلومتر مربع مساحت و ۴۲۵ نفر جمعیت دارد و ۷۴ متر بالاتر از سطح دریا واقع شده‌است.